# Challenger de Manta

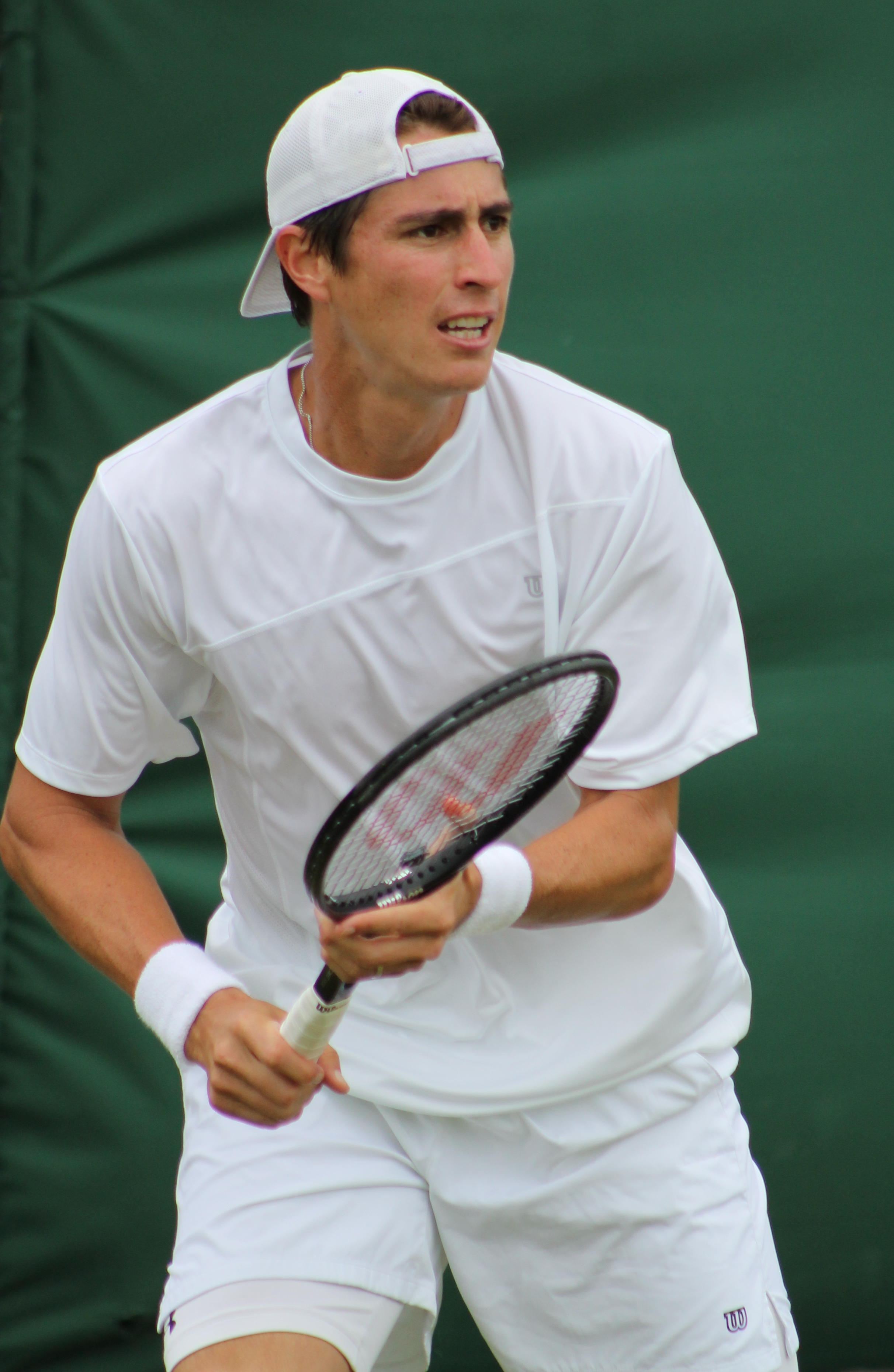
El ecuatoriano Giovanni Lapentti dos veces ganador del torneo en las ediciones 2004 y 2008

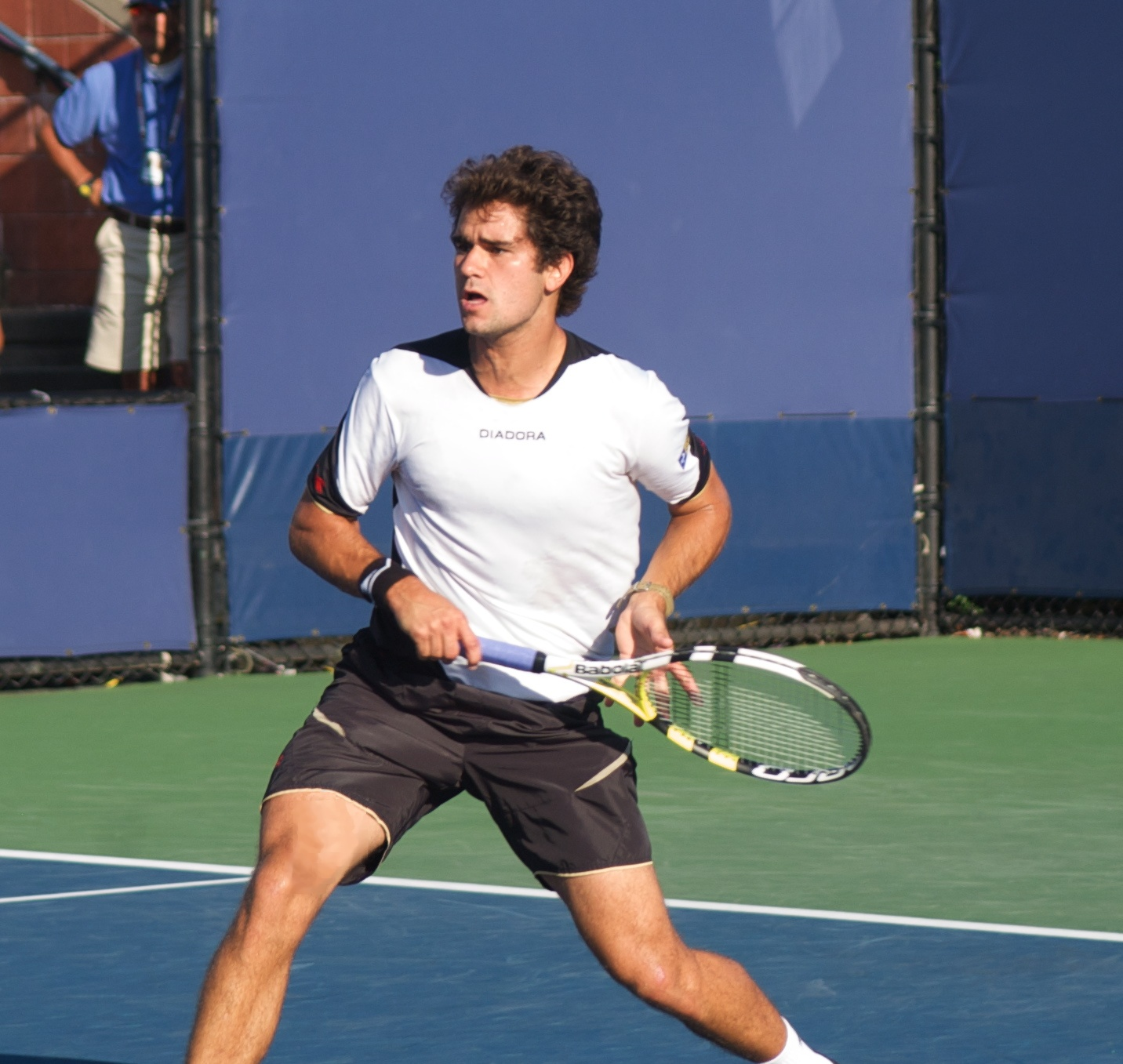
El brasilero Thiago Alves ganador de dos títulos consecutivos en los años 2005 y 2006

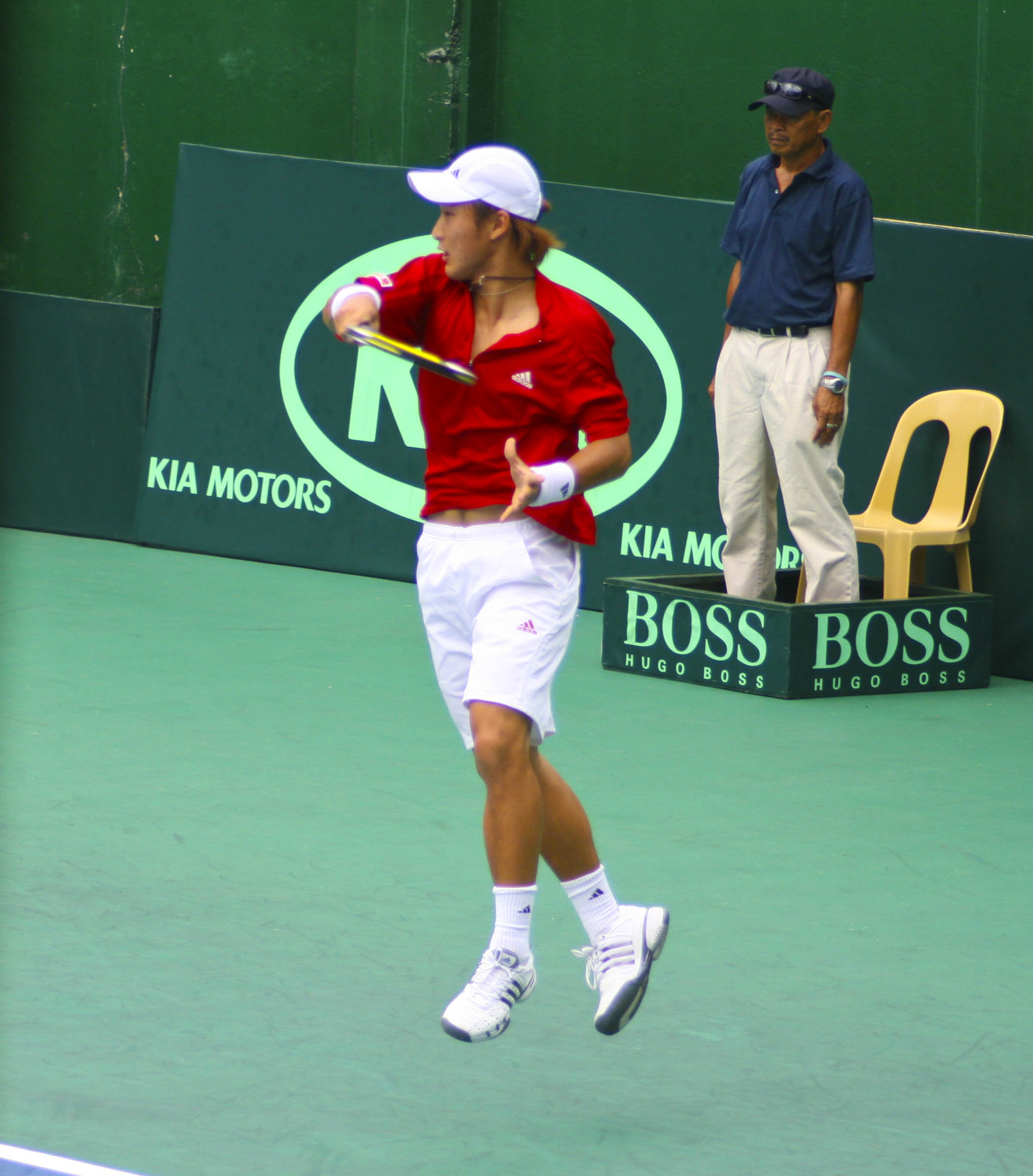
El japonés Go Soeda dos veces ganador del torneo en las ediciones 2007 y 2010

El torneo Manta Open es un torneo profesional de tenis. Pertenece al ATP Challenger Series. Se juega desde el año 2004 sobre pistas duras, en Manta, Ecuador.

## Palmarés

### Individuales
| Año  | Campeón               | Finalista           | Resultado      |
| ---- | --------------------- | ------------------- | -------------- |
| 2004 | Giovanni Lapentti (1) | Carlos Berlocq      | 6-72, 6-3, 6-4 |
| 2005 | Thiago Alves (1)      | Lesley Joseph       | 6-4, 6-1       |
| 2006 | Thiago Alves (2)      | Brian Dabul         | 6-2, 6-2       |
| 2007 | Go Soeda (1)          | Eduardo Schwank     | 6-4, 6-2       |
| 2008 | Giovanni Lapentti (2) | Ricardo Mello       | 6-2, 6-4       |
| 2009 | Horacio Zeballos      | Vincent Millot      | 3-6, 7-5, 6-3  |
| 2010 | Go Soeda (2)          | Ryler DeHeart       | 7-65, 6-2      |
| 2011 | Brian Dabul           | Facundo Argüello    | 6-1, 6-3       |
| 2012 | Guido Pella           | Maximiliano Estévez | 6-4, 7-5       |
| 2013 | Michael Russell       | Greg Jones          | 4-6, 6-0, 7-5  |
| 2014 | Adrian Mannarino      | Guido Andreozzi     | 4-6, 6-3, 6-2  |

### Dobles
| Year | Campeones                           | Finalistas                          | Resultado       |
| ---- | ----------------------------------- | ----------------------------------- | --------------- |
| 2004 | Marcos Daniel Santiago González     | Eric Nunez Jimy Szymanski           | 3-6, 6-2, 7-65  |
| 2005 | Brian Dabul (1) Marcel Felder       | Franco Ferreiro Marcelo Melo        | 6-3, 4–6, 6-4   |
| 2006 | Eric Nunez Jean-Julien Rojer        | Nicholas Monroe Horia Tecău         | 6-3, 6-2        |
| 2007 | Eduardo Schwank Horacio Zeballos    | John-Paul Fruttero Eric Nunez       | 6-4, 6-2        |
| 2008 | Alejandro González Eduardo Struvay  | Víctor Estrella Alejandro Fabbri    | 7-5, 3-6, 10-7  |
| 2009 | Ricardo Hocevar André Miele         | Santiago González Horacio Zeballos  | 6-1, 2-6, 10-7  |
| 2010 | Ryler DeHeart Pierre-Ludovic Duclos | Martin Emmrich Andreas Siljeström   | 6-4, 7-5        |
| 2011 | Brian Dabul (2) Izak van der Merwe  | John Paul Fruttero Raven Klaasen    | 6-1, 6-72, 11-9 |
| 2012 | Duilio Beretta Renzo Olivo          | Víctor Estrella João Souza          | 6-3, 6-0        |
| 2013 | Marcelo Arévalo Sergio Galdós       | Alejandro González Carlos Salamanca | 6-3, 6-4        |
| 2014 | Chase Buchanan Peter Polansky       | Luis David Martínez Eduardo Struvay | 6-4, 6-4        |